# Kersaratu (Sidamulih)
Kersaratu is een bestuurslaag in het regentschap Ciamis van de provincie West-Java, Indonesië. Kersaratu telt 2457 inwoners (volkstelling 2010).